# کالج راندولف-ماکون

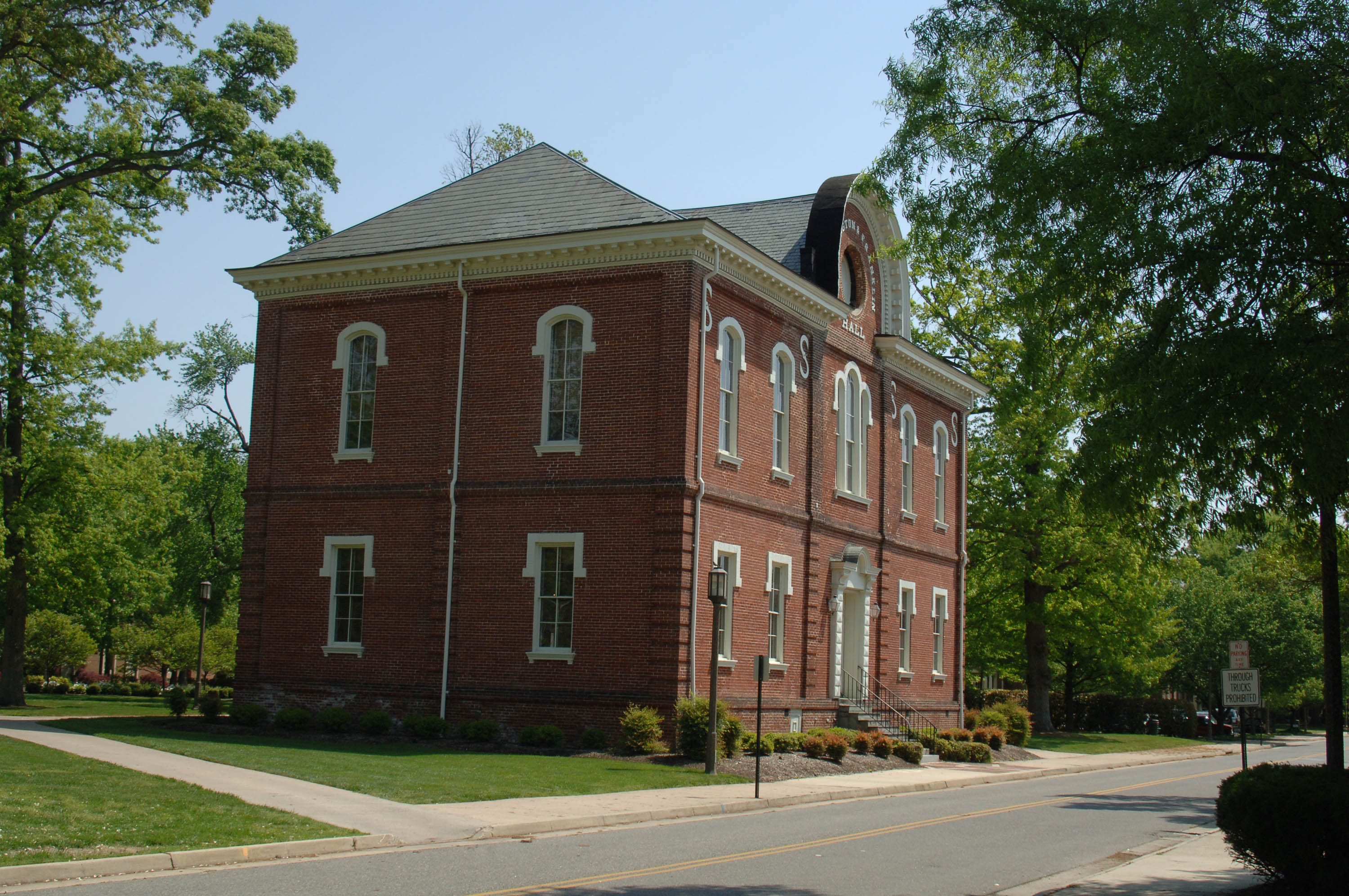

کالج راندولف-ماکون یک کالج خصوصی هنرهای لیبرال در اشلند، ویرجینیا است. این کالج که در سال ۱۸۳۰ تأسیس شد، بیش از ۱۵۰۰ دانشجو دارد. این دومین کالج قدیمی در آمریکا است که توسط متدیست‌ها اداره می‌شود.
در سال ۱۸۴۷، کالج راندولف-ماکون با کالج همپدن-سیدنی رابطه برقرار کرد. این رابطه منجر به تشکیل دانشکده پزشکی Randolph-Macon شد که در سال ۱۸۵۱ بسته شد ویلیام اسمیت، رئیس آن، مجموعه ای از سخنرانی‌ها را در حمایت از برده داری در سال‌های ۱۸۵۶ و ۱۸۵۷ ایراد کرد.